# Пидмонт (Јужна Дакота)
Пидмонт (енгл. Piedmont) град је у америчкој савезној држави Јужна Дакота.

## Демографија
По попису из 2010. године број становника је 222.
| Група             | 2000.    | 2010.       |
| Белци             | 0 (0,0%) | 201 (90,5%) |
| Афроамериканци    | 0 (0,0%) | 1 (0,5%)    |
| Азијати           | 0 (0,0%) | 0 (0,0%)    |
| Хиспаноамериканци | 0 (0,0%) | 4 (1,8%)    |
| Укупно            | 0        | 222         |